# Medkejsare
Medkejsare eller Caesar var en titel som användes under tetrarki-tiden i det Romerska riket mellan år 284 och 324. Systemet infördes av kejsare Diocletianus kort efter att denne tillträtt tronen och innebar att rikets styre delades mellan två kejsare som i sin tur hade varsin medkejsare. Dennes uppgift var att tillträda tronen om den sittande kejsaren avled eller abdikerade. Då skulle även den andre sittande kejsaren stiga ner från tronen och dennes medkejsare ta över och två nya medkejsare skulle väljas.
De två första medkejsarna var Constantius och Galerius.
Även om titeln formellt existerade fram till år 324 då den avskaffades av kejsar Konstantin hade den sedan 313 i praktiken spelat ut sin roll.